# Ferdinand Pochmann
Ferdinand Pochmann (* 7. Oktober 1841 in Dresden; † 1905) war ein deutscher Theaterschauspieler und Intendant.

## Leben
Pochmann betrat am 16. Mai 1862 zum ersten Mal die Bühne zusammen mit seinem Bruder Eduard. Pochmann wirkte in Chemnitz, Bremen, Köln, Hamburg (1879–1883) als Darsteller und erwarb sich im Fach der Charakterdarsteller und Heldenväter („Lear“, „Nathan“, „Franz Moor“, „Wurm“, „Richard III.“, „Tell“ etc.) reichen Beifall. 1883 übernahm der Künstler die Direktion des Schauspielhauses in Potsdam, führte aber auch die Sommertheater in Putbus, Pyrmont und Warmbrunn und hat sich 1901, auf eine erfolgreiche Tätigkeit zurückblicken, gänzlich ins Privatleben zurückgezogen. Er hat seinen Wohnsitz in Dresden aufgeschlagen. Der Name Pochmann besitzt in Kunst- und Theaterkreisen einen guten Ruf.